# Petrovce (district de Sobrance)
Petrovce est un village de Slovaquie situé dans la région de Košice.

## Histoire
Première mention écrite du village en 1571.

## Démographie

### Évolution de la population
| Année:               | 1994. | 2004.    | 2014.   | 2024.   |
| -------------------- | ----- | -------- | ------- | ------- |
| Nombre de personnes: | 306   | 234      | 214     | 211     |
| Différence:          |       | -23,52 % | -8,54 % | -1,40 % |

| Année:               | 2023. | 2024.   |
| -------------------- | ----- | ------- |
| Nombre de personnes: | 207   | 211     |
| Différence:          |       | +1,93 % |

## Politique
| Nom         | Parti politique         | Date de l'élection | Fin du mandat |
| ----------- | ----------------------- | ------------------ | ------------- |
| Pavel Tomčo | ĽS-HZDS,SNS,KDH,SDKÚ-DS | 02.12.2006         | Déc. 2010     |